# 兵主部

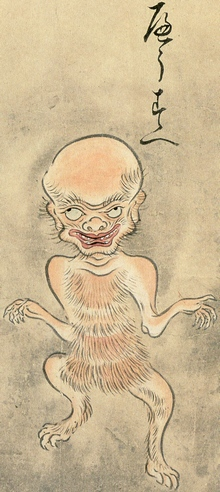
佐脇嵩之『百怪圖卷』「兵主部」

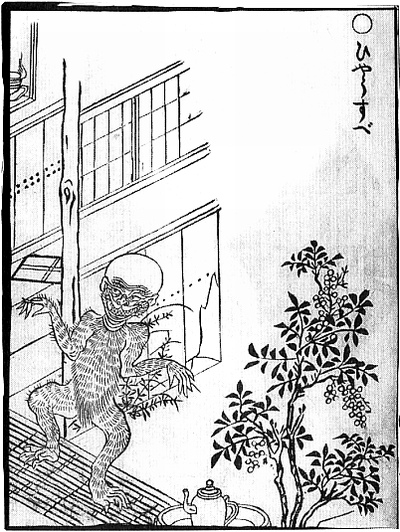
鳥山石燕『畫圖百鬼夜行』「兵主部」

兵主部（ひょうすべ）是九州傳說的妖怪，主要在佐賀縣、宮崎縣流傳。

## 概要
民間傳承中，主要分布在九州地方，被認為類似於河童。在佐賀縣，兵主部也被稱為河童，在長崎縣則有河太郎的別名。
據說兵主部愛吃茄子，因此有將新收獲的茄子供奉給兵主部的風習。

## 水神信仰
據說兵主部的傳說比河童更為古老。其名稱的由來，可在『北肥戰誌』等文獻中找到與橘島田丸（島田麻呂）相關的傳說。據說島田丸是祭祀水神的渋江氏的祖先，因此，九州地方透過渋江氏的水神信仰，可能對「兵主部」這個名稱的傳播產生了影響。根據『北肥戰誌』（卷之16『渋江家由來之事』）的記載，神護景雲2年（762年），春日大社遷至三笠山時，內匠頭利用秘法賦予人形生命，以作為建造社殿的勞動力。完工後，因不再需要這些人形，便將其扔進河中，結果人形化作河童，給人們帶來了危害。應稱德天皇之命，由兵部大輔橘島田丸將之鎮壓，因此這些河童以「主是兵部」之含意，被稱為「兵主部」。
嘉禎3年（1237年），島田丸的子孫，武將橘公業從伊予國（現・愛媛縣）移至佐賀縣武雄市，在潮見神社背後的山頂建立了潮見城，傳說當時橘氏的眷屬兵主部也隨之移居潮見川。目前，潮見神社也以包括橘諸兄在內的橘氏祖先為祭神，而兵主部則作為眷屬一同被祭祀。
潮見神社的宮司・毛利家有除水難・河童的咒文，這些咒文與左遷至九州大宰府的菅原道真有關，傳說中他幫助了河童，作為回報，河童們約定不會危害道真一族，據說咒文之意為「兵主部們，不要忘記約定。擅長遊泳的男子是菅原道真公的後代」。此外，「兵主部」的名稱也有源自古代中國的兵主神之說。

## 脚注
1. ↑  水木しげる. . 株式会社講談社. : 252.
2. ↑  村上健司編著. . Kwai books. 角川書店. 2005: 281–282. ISBN 978-4-04-883926-6.
3. ↑  村上健司編著. . 毎日新聞社. 2000-04: 289–290. ISBN 978-4-620-31428-0.
4. ↑  千葉幹夫. . 小学館ライブラリー. 小学館. 1995: 218–223. ISBN 978-4-09-460074-2.
5. ↑  宮本幸枝・熊谷あづさ. . GAKKEN MOOK. 学習研究社. 2007: 92. ISBN 978-4-05-604760-8.
6. 1 2  京極夏彦; 多田克己編著. . 国書刊行会. 2000: 144–145. ISBN 978-4-336-04187-6.
7. 1 2  石川純一郎 『新版 河童の世界』 時事通信社 1985年 84-87頁
8. ↑  国史研究会 『国史叢書 北肥戦誌』第1巻 国史研究会 1918年 373-374頁
9. ↑  京極夏彦・多田克己・村上健司. . 新潮OH!文庫. 新潮社. 2001: 195–196. ISBN 978-4-10-290073-4.